# Raymond Renard
Pour les articles homonymes, voir Raymond Renard (artiste) et Renard (homonymie).
Raymond Renard, né à Saint-Ghislain (Belgique) le 9 mars 1925 et mort le 19 mars 2020 à Mons, est un linguiste et écrivain belge, docteur en philosophie et lettres de l'université libre de Bruxelles en 1954.

## Biographie
Jeune enseignant d’espagnol, Raymond Renard est choisi par la Faculté Polytechnique de Mons où est créé un Institut des langues vivantes et dont il est nommé directeur. Par la suite est créé le Centre Universitaire de l’État à Mons, embryon de la future Université de Mons. Devenu professeur ordinaire à l'Université de Mons, Raymond Renard est notamment envoyé en mission en Afrique puis en Amérique du Sud durant un périple de plusieurs mois.
En 1962 sont créés à Mons l'École d’interprètes internationaux, dont Raymond Renard devient président, le Centre International de Phonétique Appliquée, dont il deviendra aussi le président, la Revue de Phonétique Appliquée, qu’il dirige pendant plus de 30 ans, et le Laboratoire de Phonétique, dont il oriente les travaux pendant plusieurs années.

## Publications

### Auteur
- Arthur Cantillon. Sa vie, son œuvre, Mons, Fonds Raoul Warocqué, 1958.
- Maurice Maeterlinck et l'Italie. Renommée et influence, Préface de R. Van Nuffel, Paris, Bruxelles, Librairie Marcel Didier, 1959.
- Points de Départ... Essais de Morale, Mons, Fonds Léopold de Beer [1960].
- L'enseignement des langues vivantes par la méthode audio-visuelle et structuro globale de St-Cloud-Zagreb, préface de Paul Rivenc, Bruxelles, Paris, Montréal, Didier [1965].
- Sépharad. Le monde et la langue judéo-espagnole des Séphardim, Mons, 1966.
- Introduction à la méthode verbo-tonale de correction phonétique, Didier, 1971; Didier Érudition, CIPA, 1979. (Trad. anglaise, Didier, Canada, 1975).
- Initiation phonétique à l'usage des professeurs de langues, CIPA, Didier, 1975, 1979². (Trad. espagnole, Editorial Rosas, 1976).
- La méthodologie SGAV d'enseignement des langues : une problématique d'apprentissage de la parole, CIPA, Didier, 1976; 19791. (Trad. italienne, Firenze, 1976, japonaise, Tokyo, 1983).
- Foreign language teaching with an integrated methodology, Didier, 1976 (en collaboration avec J.-J. Van Vlasselaer).
- (nl) De structureel-globale audio-visuele methode, Didier, 1976 (en coll. avec Séra De Vriendt).
- Éléments de phonétique, Didier, CIPA, 1982² (en collaboration avec A. Landercy).
- Mémento de phonétique à l'usage des professeurs de langues et des orthophonistes, Didier-Hatier, CIPA, 1983.
- Variations sur la problématique SGAV, Essais de didactique des langues, Paris, Didier Erudition, Mons, CIPA, 1993.
- Apprentissage d'une langue étrangère/seconde. 2. La phonétique verbo-tonale (éd.), De Boeck université, 2002.
- Structuro-global et verbo-tonal : Variations 1962-2010, Essais de didactique des langues, Mons, CIPA, 2010.
- Pour une laïcité universalisable, préface de Pierre Galand, Mons, CIPA, 2014.

### En co-direction
- avec Daniel Peraya : Langues africaines et langues d'enseignement. Problématique de l’introduction des langues nationales dans l'enseignement primaire en Afrique, Paris, Didier Erudition, Mons, CIPA [1987].
- avec Albert Landercy : Aménagement linguistique et pédagogie interculturelle, Paris, Didier Érudition. Mons, CIPA, 1996.
- avec Robert Chaudenson : Langues et développement, Agence intergouvernementale de la Francophonie, Diffusion Didier Érudition, 1999.